# Chester, Montana
Chester är administrativ huvudort i Liberty County i Montana. Orten har fått sitt namn efter Chester i Pennsylvania.